# Априлово (Старозагорська область)
Апри́лово (болг. Априлово) — село в Старозагорській області Болгарії. Входить до складу общини Гилибово.

## Населення
За даними перепису населення 2011 року у селі проживали 292 особи, з них 286 осіб (99,7%) — болгари.
Розподіл населення за віком у 2011 році:
Динаміка населення: